# Ursula Kemp
Ursula Kemp o Ursley Kempe, àlies Grey (ca. 1525 – 1582) va ser una dona anglesa remeiera i llevadora que el 1582 va ser acusada de practicar la bruixeria i fou executada a la forca. Kemp Va ser acusada (i aparentment confessà) d'utilitzar familiars per matar i provocar malalties als seus veïns.

## Biografia
Kemp va néixer a St Osyth, Essex. Era una remeiera sovint cridada pels seus veïns per a guarir-se de les malalties. Més tard va ser culpada de provocar voluntàriament malalties i morts, finalment es provà que practicava bruixeria a Chelmsford el febrer 1582. Al seu judici, molts dels seus veïns van testificar en contra seva, fent declaracions a Justice Brian Darcy. Juntament amb la seva amiga, Alice Newman, va ser acusada de causar les morts d'Edna Stratton i dos nens, Joan Thurlow i Elizabeth Letherdale.

## El judici
La veïna i amiga Grace Thurlow va testificar que quan el seu fill Davy estava malalt, va demanar ajuda a Kemp. Davy es recuperà temporalment de la seva malaltia i Thurlow va creure que Kemp l'havia curat. Un temps més tard, Thurlow i Kemp van discutir sobre la cura de la filla de Thurlow, Joan. Uns mesos després, Joan va caure del seu bressol i morí trencant-se el coll. Quan Thurlow quedà coixa, un altre cop va demanar ajuda a Kemp. Kemp va acordar curar-la per 12 penics. Thurlow va millorar però llavors va rebutjar pagar a Kemp l'acordat, dient que no s'ho podia permetre. Les dues dones van discutir un altre cop i Kemp va amenaçar amb arribar fins i tot amb Thurlow, qui tornà quedar coixa. Thurlow va testificar que des d'aquella baralla, tant ella com el seu fill havien patit. Va culpar Kemp de la malaltia del seu fill, la seva pròpia coixera, i de la mort de la seva criatura. Thurlow es queixà al magistrat i s'encetà una investigació.
Alice Letherdale va testificar que Kemp li havia preguntat per alguns abocadors de sorra (un netejador abrasiu) i que havia rebutjat respondre, sabent que Kemp era una "bèstia entremaliada". Elisabeth, filla de Letherdale, va veure més tard a Kemp, qui li "murmurà". Quan Elizabeth va caure malalta i morí, Letherdale va culpar Kemp d'haver embruixat la noia a mort. Thomas, el fill de vuit anys de Kemp, va testificar que la seva mare va mantenir quatre esperits, o familiars. Els va descriure com al gat gris anomenat Tyffin, un anyell blanc anomenat Tyttey, un gripau negre anomenat Pygine i un gat negre anomenat Jacke. Va dir que havia vist la seva mare donant cervesa i pastís als seus familiars, i els deixava xuclar sang del seu cos. Thomas va dir que era present quan Alice Newman havia visitat la seva mare. Va dir que la seva mare havia donat a Newman una olla de ceràmica, que creia que podia contenir familars. Dies més tard, va veure que Newman tornava explicant a Kemp que havia enviat esperits per matar un home i la seva muller.

## Confessió
Justice Brian Darcy va dir que Kemp li va fer una confessió plena en privat. Kemp li va dir que uns deu anys abans, havia experimentat un "coixesa en els seus ossos". Havia recorregut a una dona remeiera que havia dit a Kemp que havia estat embruixada i que havia de desfer l'embruix. Li va recomanar un ritual utilitzant excrements de porc, charnell, sàlvia i pericó de Sant Joan. Kemp va seguir el ritual i es va recuperar. Dues dones que ho van saber li van demanar ajuda per les seves coixeres. Les va ajudar de la mateixa manera que s'havia autoajudat i, aparentment, es van recuperar. Des de llavors havia ajudat els veïns a guarir-se. Va admetre els quatre familiars que el seu fill havia esmentat. Va dir que eren dos esperits mascles, que van matar persones, i dos esperits femella, que van portar malalties a persones, i van matar bestiar. Kemp va confessar enviar els seus familiars per coaccionar a la coixa Grace Thurlow i per matar Joan Thurlow, Elizabeth Letherdale i la cunyada de Kemp. Va anomenar dotze dones més que eren bruixes, sis de les quals van ser penjades, incloent Kemp, el 1582. Molts dels acusats de bruixeria van confessar lliurement tot i saber que s'enfrontaven a la mort com a resultat.

## Mort
Ursula Kemp va ser penjada a Chelmsford el 1582. El 1921, els esquelets de dues dones van ser trobats en un jardí de St Osyth per Charles Brooker, un dels quals es va creure que era el de Kemp. Els "esquelets de bruixes" esdevenien una atracció turística local pagant una entrada per veure'ls. El 2007, la historiadora Alison Rowlands va dir que -segons la seva recerca-, els esquelets podrien pertànyer a qualsevol de les deu dones que van ser executades per bruixeria en els segles xvi i xvii. Un estudi forense més recent suggereix que els ossos són d'origen romà.